# Audierne
Audierne é uma comuna francesa na região administrativa da Bretanha, no departamento de Finistère. Estende-se por uma área de 2,95 km². Em 2010 a comuna tinha 3 758 habitantes (densidade: 1 273,9 hab./km²). Em 1 de janeiro de 2016, a antiga comuna de Esquibien foi incorporada ao seu território.